# Sebastião Rodrigues Soromenho
Sebastião Rodrigues Soromenho, noto anche nella traslitterazione spagnola di Sebastián Rodríguez Cermeño, (Sesimbra, 1560 – 1602), è stato un esploratore e cartografo portoghese.

## Biografia
Venne incaricato, dal re Filippo II di risalire la costa del Pacifico dell'America settentrionale, lungo le coste della California, negli anni 1595-1596, allo scopo di creare una cartografia esatta che rendesse possibile definire delle rotte commerciali nel XVI secolo. 